# 十河政則
十河 政則（とがわ まさのり、1949年〈昭和24年〉1月11日 - ）は日本の実業家。ダイキン工業株式会社代表取締役会長兼CEO、関西経済連合会副会長。北海道中川郡池田町出身。

## 経歴
北海道中川郡池田町の農家の9人兄弟の末子として生まれる。池田町立池田小学校、池田町立池田中学校、北海道池田高等学校を経て、1浪1留の後、小樽商科大学商学部を卒業。1973年にダイキン工業に入社。総務・人事などを経験した後、2002年に取締役、2004年に常務執行役員、2007年に専務執行役員に就任。2011年に代表取締役社長兼COOに就任。2014年に代表取締役社長兼CEOに就任。2021年井上礼之の後を受けて関西経済連合会副会長に就任。2024年に代表取締役会長兼CEOに就任。

## 履歴

### 学歴・職歴
- 1962年（昭和37年）3月 - 池田町立池田小学校卒業。
- 1965年（昭和40年）3月 - 池田町立池田中学校卒業。
- 1968年（昭和43年）3月 - 北海道池田高等学校卒業。
- 1973年（昭和48年）3月 - 小樽商科大学商学部卒業[4]。
- 1973年（昭和48年）4月 - ダイキン工業株式会社入社[6]。
- 1995年（平成7年）1月 - ダイキン工業株式会社 総務部担当部長兼秘書課課長[7]。
- 1996年（平成8年）6月 - ダイキン工業株式会社 秘書室室長[7]。
- 2000年（平成12年）6月 - ダイキン工業株式会社 秘書室室長兼総務部部長[6]。
- 2002年（平成14年）6月 - ダイキン工業株式会社取締役 総務、広報戦略担当兼秘書室室長。
- 2004年（平成16年）6月 - ダイキン工業株式会社取締役常務執行役員 人事、総務、広報担当兼秘書室室長[8]。
- 2007年（平成19年）6月 - ダイキン工業株式会社取締役専務執行役員 人事、総務、コーポレートコミュニケーション担当兼人事本部本部長兼秘書室室長[9]。
- 2007年（平成19年）10月 - ダイキン工業株式会社取締役専務執行役員 人事、総務、コーポレートコミュニケーション、施設担当兼人事本部本部長兼秘書室室長[10]。
- 2011年（平成23年）6月 - ダイキン工業株式会社代表取締役社長兼COO[7]。
- 2014年（平成26年）6月 - ダイキン工業株式会社代表取締役社長兼CEO[11]。
- 2021年（令和3年）5月 - 公益社団法人関西経済連合会副会長[5]。
- 2024年（令和6年）6月 - ダイキン工業株式会社代表取締役会長兼CEO（現任）[12]

### 受賞・栄誉
- 2019年（平成31年）2月 - 第1回日本オープンイノベーション大賞 文部科学大臣賞（内閣府）[13]。
- 2024年（令和6年）5月 - ベルギー王国レオポルド勲章コマンドール章[14]